# حارة الشابات (خور مكسر)
حارة الشابات هي إحدى حارات حي السلام الواقع بمديرية خور مكسر التابعة لمحافظة عدن، بلغ تعداد سكانها 439 نسمة حسب تعداد اليمن لعام 2004.